# Rishabh Pant
Rishabh Rajendra Pant (* 4. Oktober 1997 in Roorkee, Indien) ist ein indischer Cricketspieler, der seit 2017 für die indische Nationalmannschaft spielt.

## Kindheit und Ausbildung
Aufgewachsen in Roorkee, die dortige Infrastruktur war nicht ausreichend um sein Ziel Cricketspieler zu werden zu fördern. Darum zog seine Familie nach Delhi, wo er unter Tarak Sinha trainieren konnte. Daraufhin repräsentierte er Rajasthan in den Altersklassen U14 und U16. Jedoch fand er dort als Außenstehender keinen halt und wurde aus der Akademie geworfen. Daraufhin zog er zurück nach Delhi, wo er im U19-Team spielte. Bei der ICC U19-Cricket-Weltmeisterschaft 2016 war er Vize-Kapitän des indischen Teams.

## Aktive Karriere

### Anfänge in der Nationalmannschaft
Sein First-Class-Debüt gab Pant für Delhi in der Ranji Trophy 2015/16. In der Auktion für die Indian Premier League 2016 war er von mehreren Team begehrt und wurde letztendlich für 1,9 Crore (ca. 280.000 US-Dollar) von den Delhi Daredevils verpflichtet. Nachdem er in der Ranji Trophy 2016/17 unter anderem gegen Jharkhand ein Century in 48 Bällen erreicht hatte, wurde er von den Selektoren für das Nationalteam ins Auge gefasst. Sein Debüt im Twenty20-Cricket für Indien gab er dann im Februar 2017 gegen England. In der Vijay Hazare Trophy 2016/17 übernahm er dann für Delhi die Kapitänsrolle. Bei der ICC Champions Trophy 2017 musste er noch hinter MS Dohni zurückstehen und wurde nur als Ersatz nominiert. Im Sommer spielte er daher vorwiegend im indischen A-Team. In der nationalen Saison 2017/18 gelang ihm dann in der Syed Mushtaq Ali Trophy ein Century in 32 Bällen und stach auch sonst heraus. In der Indian Premier League 2018 erzielte er zwar im entscheidenden Gruppenspiel ein Century über 128* Runs, was jedoch nicht für den Sieg gegen Sunrisers Hyderabad ausreichte.
Im August 2018 gab er dann sein Test-Debüt in England. Bei seinem dritten Test im fünften Spiel der Serie gelang ihm dann ein Century über 114 Runs aus 146 Bällen, was jedoch nicht zum Sieg reichte. Zu Beginn der Saison 2018/19 kamen die West Indies nach Indien. In der Test-Serie erreichte er dabei zwei Fifties (jeweils 92 Runs), bevor er sein Debüt im ODI-Cricket gab. In der Twenty20-Serie erreichte er ein Half-Century über 58 Runs. Zum Jahreswechsel gelang ihm in der Test-Serie in Australien ein Century über 159* Runs aus 189 Bällen. Vor dem Cricket World Cup 2019 gab es viele Diskussion ob er oder MS Dohni für das Turnier nominiert werden sollte. Zunächst wurde er jedoch nur als Ersatz gemeldet. Nachdem sich Shikhar Dhawan verletzte rückte er in den Kader nach. Seine beste Leistung dann beim Turnier waren 48 Runs gegen Bangladesch. Im Halbfinale gegen Neuseeland erreichte er noch einmal 32 Runs, was jedoch nicht zum Sieg reichte. In der Tour in die West Indies nach dem Turnier konnte Pant jeweils ein Fifty in der ODI- (71 Runs) und Twenty20-Serie (65* Runs) erzielen. Im folgenden Winter hatte er Schwierigkeiten sich zu behaupten, und wurde teils zurück ins nationale Cricket geschickt um sein Spiel verbessern.

### Wichtige Stütze der Nationalmannschaft
Während der Indian Premier League 2020 verletzte er sich am Oberschenkel und viel für ein paar Wochen aus. Im Januar 2021 erreichte er bei der Test-Serie in Australien zwei Fifties (97 und 89* Runs). Beim zweiten wurde er dabei als Spieler des Spiels ausgezeichnet. Daraufhin kam England nach Indien und in der Test-Serie erzielte er zunächst ebenfalls zwei Half-Centuries (91 und 58* Runs), bevor ihm ein Century über 101 Runs aus 118 Bällen gelang, wofür er als Spieler des Spiels ausgezeichnet wurde. In der ODI-Serie folgten dann zwei weitere Fifties (77 und 78 Runs). Im September 2021 erreichte er gegen England ein Fifty über 50 Runs in den Tests. Beim ICC Men’s T20 World Cup 2021 war seine beste Leistung 39 Runs gegen Pakistan. Bei der Tour in Südafrika zum Jahresanfang 2022 gelang ihm in der Test-Serie ein Century über 100* Runs aus 139 Bällen, bevor er in den ODIs ein Fifty über 85 Runs erreichte. Dies wurde gefolgt von jeweils einem Fifty in der ODI- (56 Runs) und Twenty20-Serie (52* Runs) gegen die West Indies. Im März erzielte er dann zwei Half Centuries (96 und 50 Runs) in der Test-Serie gegen Sri Lanka.
Im Sommer 2022 reiste er mit dem Team nach England. Hier erreichte er zunächst ein Century über 146 Runs aus 111 Bällen und ein Fifty über 57 Runs im Test, was jedoch nicht zum Sieg reichte. In den ODIs folgte ein weiteres Century über 125* Runs aus 113 Bällen. Er war dann jeweils Teil des Teams beim Asia Cup 2022 und dem ICC Men’s T20 World Cup 2022, konnte jedoch bei beiden nicht herausragen. Kurz darauf wurde er aus dem ODI-Team gestrichen. Bei der Test-Serie in Bangladesch gelang ihm im Dezember ein Fifty über 93 Runs. Auch wurde bekanntgegeben, dass er bei den folgenden Limited-Overs-Touren nicht Teil des Teams sein wird. Kurz vor Jahresende erlitt er bei einem schweren Autounfall zahlreiche Verletzungen am ganzen Körper.